# 이집트 핸드볼 국가대표팀
이집트 핸드볼 국가대표팀(아랍어: منتخب مصر لكرة اليد)은 이집트를 대표하여 국제 경기에 참가하는 핸드볼 국가대표팀이며, 이집트 핸드볼 연맹이 운영하고 있다. 아프리카 최강의 핸드볼 대표팀으로 아프리카 최초로 올림픽 준결승에 진출한 팀이다.